# NGC 4424
NGC 4424 é uma galáxia espiral barrada (SBa) localizada na direcção da constelação de Virgo. Possui uma declinação de +09° 25' 17" e uma ascensão recta de 12 horas, 27 minutos e 11,4 segundos.
A galáxia NGC 4424 foi descoberta em 27 de Fevereiro de 1865 por Heinrich Louis d'Arrest.